# Brittiska GT-mästerskapet
British GT Championship, är ett brittiskt mästerskap för GT-bilar.

## Historia
Serien grundades 1993, och körde länge med GT1 och GT2-bilar, men efterhand försvann dessa på grund av eskalerande kostnader, och från och med 2007 är GT3 huvudklassen i serien. 2008 infördes även en GT4-klass, vilket är en serie med nästan standard GT-bilar, fast med diverse olika utseenden. Serien arrangeras av Stéphane Ratel och hålls i samband med tävlingar i det Brittiska F3-mästerskapets deltävlingar i Storbritannien. Serien har även några deltävlingar där den är huvudattraktionen.